# 永瀬がーな
永瀬がーな（ながせ がーな）は、日本のタレント、女優（主に舞台）。
5月10日生まれ。名古屋でアイドル活動後、東京をメインに活動
。

## 略歴
- 5月10日生まれ（誕生年非公表）
- 名古屋でアイドル活動後、東京をメインに活動。
- 合同会社ApRicoT所属（2025年4月1日〜）

## 人物
- 名前：「永瀬がーな」（ながせ・がーな）（芸名。本名非公表）
- 愛称・通称：「がーなちゃん」
- 一人称：自分のことは「私（わたし）」「永瀬」と言うことが多い。
- 蕎麦が食べられない。（蕎麦アレルギー）
- きらいな食べ物は🍅とまと（生のトマトの食感がきらい）
- 好きな食べ物は🦐えび。豆苗。
- プロ野球ファンで、応援チームは読売ジャイアンツ。（2024年のリーグ優勝が決定した際はTikTokライブで配信をしており、優勝を決めた瞬間涙を流して喜んでいる）
- ジャイアンツファンではあるが他球団及びその選手を含め野球そのものが好き。

## 出演履歴（舞台）

### 2015年
- アリスインプロジェクト「アリスインデッドリースクールオルタナティブNAGOYA」（6月10日 - 14日）うりんこ劇場

### 2016年
- アリスインプロジェクト「チェンジングホテルNAGOYA」（6月8日 - 13日）うりんこ劇場　
- テアトル・バンブーミュージカル「ハッピーキッチン」（11月19日 - 20日）名古屋市芸術創造センター

### 2017年
- 劇団オレンヂスタ「いかものぐるい」（2月12日）千種文化小劇場
- アリスインプロジェクト「真説・まなつの銀河に雪のふるほしNAGOYA」（6月7日 - 12日）うりんこ劇場
- ワニガメろどりげす「enigmatic black EIGHT」（8月1日 - 15日）大須観音ビル
- 劇団わに社「空なんて見えない」ヒロイン役（9月27日 - 10月1日）星ヶ丘ボウル
- 劇団わに社第五営業「かかって来い、ハンセイ！」（11月9日 - 12日）千種文化小劇場

### 2018年
- 若林倫香自主公演　大須偶像モラトリアム インスタ映えできない私たち「ピンク色のオトコ」（1月20日 - 21日）大須観音ビル
- アイドルドリームシアター「七人の部長」（2月10日 - 12日）うりんこ劇場
- アリスインプロジェクト「続・魔銃ドナー〜アーティフィシャルダイアリシス〜」（4月11日 - 15日）新宿村LIVE
- 即興芝居イベント「chemical20 vol.4」（5月5日 - 6日）八熊コミュニティセンター
- アリスインプロジェクト「レッド・ホット・キッチン」（6月6日 - 11日）うりんこ劇場
- 秀美のひとりあそび企画「即興ガールズバトルVol.1」（7月16日）新宿シアター・ミラクル
- アリスインプロジェクト「アリスインデッドリースクール楽園」（8月8日 - 19日）シアターKASSAI
- アリスインプロジェクト「アリスインデッドリースクール外伝最果ての星（8月23日 - 9月2日）シアターKASSAI
- 劇団6番シード企画　劇団文化祭in大阪2018 しまぁ〜ん共和国「ザ・リハーサル」（10月18日 - 28日）大阪市立芸術創造館
- 劇団わに社第六営業「しがみつく鰐」（11月15日 - 18日）ナビロフト

### 2019年
- 蜂巣和紀単独コントイベント「蜂巣祭〜2019冬の陣〜」（1月25日 - 27日）ステージカフェ下北沢亭
- 江古田の佐野企画「春、さようならは言わない。」ヒロイン役（3月9日 - 10日）豊田市民文化会館
- HH企画「ここは浴日荘。」（3月29日 - 31日）櫂スタジオ
- レティクル東京座「電脳演形キャステット」（4月24日 - 28日）新宿村LIVE
- アリスインプロジェクト「アリスインデッドリースクール楽園・NAGOYA」（6月5日 - 10日）うりんこ劇場
- スキタノ「夜の蝶」（7月14日）こった創作空間
- 蜂巣和紀単独コントイベント「蜂巣祭〜2019夏の陣〜」（7月26日 - 28日）ステージカフェ下北沢亭
- 舞台『暗転エピローグ』〜高校演劇プロジェクト〜（8月15日 - 18日）キンケロシアター
- マルガリータ企画「マルガリータピザ1st CUT」（9月19日 - 23日）シアターKASSAI
- 放課後ビアタイム「渋柿食べちゃいました。」（10月11日）ステージカフェ下北沢亭
- 蜂巣和紀単独コントイベント「蜂巣祭〜2019秋の陣〜」（10月18日 - 20日）ステージカフェ下北沢亭
- アリスインプロジェクト「アリスインデッドリースクールコネクト」（11月7日 - 10日）新宿村LIVE
- 放課後ビアタイム×img「文化祭スクランブル」（12月18日 - 23日）シアターグリーンBIG TREE THEATER

### 2020年
- アリスインプロジェクト「DANCE DANCE DANCE ダークダンジョンバージョン」（1月30日 - 2月11日）シアターKASSAI
- 爆走おとな小学生第十回課外授業「Office-9no1-」（2月27日 - 3月8日）CBGKシブゲキ!!
- HH企画「ひなのかおりとかごめのえ」ヒロイン ひなの役（3月27日 - 29日）中野あくとれ
- 五反田タイガー「Refrain～でも、バイバイ！～」（9月30日 - 10月4日）草月ホール
- アリスインプロジェクト「クォーツ・ゲート」主演 ナミ役（10月29日 - 11月1日）名古屋市千種文化小劇場
- POWER　PROJECTクーデター「ONEDAY」ヒロイン ティコ役（12月10日 - 13日）ウエストエンドスタジオ

### 2021年
- フライドBALL企画「KINTOKI」ヒロイン　しち役（2月11日 - 14日）THEATER BRATS
- 舞台「菅生ゼミ休講のお知らせ-再々演-」（3月31日 - 4月11日）新宿スターフィールド
- RAVE☆塾「QUEEN DOM 文化女子の戦におけるかくも腹黒き 百花繚乱戦国絵巻」配信公演（5月8日）サンシティ越谷市民ホール
- アリスインプロジェクト「アイガク バトラーズ&ストーリーズ」朗読劇（5月14日 - 23日）
- RAVE☆塾「QUEEN DOM 文化女子の戦におけるかくも腹黒き 百花繚乱戦国絵巻」（6月24日 - 27日）築地本願寺ブディストホール
- 舞台「OYUUGIKAI」（9月18日 - 23日）バルスタジオ

### 2022年
- ILLUMINUS「赤の女王」（1月29日 - 2月6日）六行会ホール
- K-FARCE「スクワッド」（2月16日 - 20日）萬劇場【公演中止（新型コロナウィルスの感染状況に鑑み）】
- 宇津木ドッグノーズ「That Days ∼仰げばとぅーとぅし∼」（3月13日）下北沢スターダスト
- 虹の素 × Daisy times produce「失恋フラワーショップ」（5月19日）川崎H&Bシアター
- ILLUMINUS「純血の女王」（5月28日 - 6月5日）六行会ホール
- UDA⭐︎MAP Vol.11「袴DE⭐︎アンビシャス！」（7月13日 - 18日）シアターグリーンBIG TREE THEATER
- ILLUMINUS 舞台「家族のはなし」2022（8月12日 - 14日）IMAホール
- パフォーマンスプラスピエロ「黄昏の光」（9月7日 - 11日）中目黒キンケロ・シアター
- ILLUMINUS「女王虐殺」（10月26日 - 30日）六行会ホール
- カラスカ公演「マジの宅急便」（11月30日 - 12月4日）シアターアルファ東京
- 朗読劇「昭和の恋人たち」（12月26日 - 29日）南青山MANDALA

### 2023年
- 劇団ディアステージ第6回公演　舞台「テイクショットをもう一度　-カーリングと私たちの激アツな日々-」（1月18日 - 22日）シアターKASSAI
- 劇団バルスキッチン第23回公演　「産声フォーユー」（2月22日 - 26日）バルスタジオ
- 劇団6番シード結成30周年記念公演第一弾　第76回公演「Call me Connect you〜交渉人遠山弥生〜」（4月6日 - 9日）六行会ホール
- パフォーマンスプラスピエロ Produce公演「童話革命」A班主演　斎藤撫子 役（5月24日 - 29日）両国エアースタジオ
- 劇団ディアステージ第7回公演・旗揚げ5周年記念興行「トラブルメーカーwww2　～隣の星は青く見える～」（7月5日 - 9日） 築地本願寺ブディストホール　
- マルガリータ企画vol.4「PIZZA大戦争2023」（7月19日 - 23日）シアターKASSAI
- 放課後ビアタイム〜15次会『Panic X'mas!!』（8月16日 - 20日）上野ストアハウス　
- ILLUMINUS「星よ女王に堕つ」（9月30日 - 10月8日）六行会ホール
- 三栄町 LIVE×劇団25、6時間プロデュース公演 vol.8「ミドルノート〈ムーンダスト〉」-東京・名古屋公演-主演 オーデ 役
  - 東京公演（10月17日 - 29日 全16公演）三栄町LIVE STAGE
  - 名古屋公演（11月7日 - 12日 全8公演）ナンジャーレ

- 『女王ステ THE LIVE「女王舞踏会 2023」』（11月30日 - 12月3日）六行会ホール

### 2024年
- 劇団ディアステージ第8回公演「カーリングの女神ちゃん　～ストーンは君を裏切らない～」（1月26日 - 29日）R’sアートコート（新大久保）
- Uzume「私が初めてスパイだと疑われた日 Ep.01」（3月3日）日本橋PACMAN
- ILLUMINUS「イリス・ノワール -禁樹のミエリ-」（4月3日 - 7日）六行会ホール
- ProjectAmythos主宰公演「空の匣庭」teamARKADIA（4月25日 - 29日）萬劇場（大塚）
- POCCOPUBRE「探偵はロングスリーパー Case2」チームW（W2）ヒロイン 伽耶 役（5月16日 - 26日（17,19,23,26日出演）THEATER BRATS
- プロダクションピエロ プロデュース「三国ワルキューレ」『空想』班 主演 フレイ 役（8月14日 - 18日）シアター風姿花伝（15,17,18日出演　※16日は台風7号接近のため公演休止とされた）

- 三栄町LIVE×黒川一将プロデュース公演

「ゆきどけと、ともに」-東京・名古屋公演-主演 律 役
-   - 東京公演（10月17日 - 29日 全16公演）三栄町LIVE STAGE
  - 名古屋公演（11月7日 - 12日 全8公演）ナンジャーレ

### 2025年
- けろけろプロデュース公演「魔法はひとつじゃありません！」主演 佐藤まほ 役（4月9日 - 13日） A-root akasaka（赤坂）
- 劇団オモテナシ「令和７年 春 第10回公演」（5月8日 - 18日）CBGKシブゲキ!!（渋谷）
- 私が初めてスパイだと疑われた日 Ep.10（7月19日）Route Theater（東長崎）
- ILLUMINUS「麗和落語 ～二〇二五 夏の陣～」（7月26日 - 27日）武蔵野芸術劇場
- 【出演予定】 プロダクションピエロ「三国ワルキューレ  ~黒きラグナロク~」『空想』班 フレイ 役（8月20日 - 24日）萬劇場（大塚）
- 【出演予定】MonkeyWorks vol.14「劇的に普通に」（9月19日 - 23日）中目黒キンケロ・シアター

## 出演履歴（ラジオ）
- 2013.08.06 FM愛知 「LIFEES MUSIC」出演
- 2013.09.10 FM愛知 「LIFEES MUSIC」出演
- 2013.10.01 FMいちのみや 「i-wave」ゲスト出演
- 2013.10.18 FMいちのみや 「i-wave」ゲスト出演
- 2016.04.09 FM愛知 「オレンジじゃNIGHT!!」

　ゲスト出演
- 2022.07.01 愛知北エフエム放送 -United North 84.2-「BUZZ FRIDAY」時報がーる，コメント出演
- 2022.09.30 愛知北エフエム放送 -United North 84.2-「BUZZ FRIDAY」ゲスト出演
- 2024.11.1 愛知北エフエム放送 -United North 84.2-「BUZZ FRIDAY」ゲスト出演
- 2024.12.6 池袋FM「道化になりたい金曜日」第一回ゲスト

## 出演外活動
2021
- ハネオロシ「春征くキネマ、桜舞う」（2021年12月17日-12月19日）シアターグリーンBIG TREE THEATER 演出助手

## その他活動（企画ライブ、イベント出演等）

### 2022年
- セルフプロデュースライブ《もしかしたら定期公演🙌今回次第🙌》永瀬がーな&ももる（10月2日）AMASTAGE栄

### 2023年
- 舞台「女王虐殺」アフタートークイベント（1月8日）（MC及び登壇キャスト）東京カルチャーカルチャー（渋谷）
- 「役者歌 Vol.7」（2月10日）中野TKJシアター（TKJ-ONE 1F）　
- 「みくがなのかい」（坪井未来、永瀬がーな生誕イベント「みくとがーなのおたんじょうびかい　〜こんなにおおきくなりました〜」）（5月13日）赤坂チャンスシアター　
- 「NOVA BAR　Communication Event」（バーイベント）（6月11日）役者BAR BOW
- 「終わらない夏祭りからの脱出」（リアル脱出ゲーム動員数1000万人突破記念公演）（8月26日 - 27日）幕張メッセ
- 舞台「女王ステ」1stシーズン振り返り上映&トークショー（女王ステ シリーズ第10弾「星よ女王に堕つ」上演記念イベント）（8月28日）（トーク出演キャスト）東京カルチャーカルチャー（渋谷）
- 「1 Day Bar」（本田宇蘭 主催2023 SUMMER EVENT）（9月16日）（神田）
- 『女王ステ THE LIVE「女王舞踏会 2023」』（11月30日 - 12月3日）六行会ホール
- 舞台「星よ女王に堕つ」アフタートークイベント（2023年12月7日）（MC及び登壇キャスト）東京カルチャーカルチャー（渋谷）

### 2024
- YT（ゆるっと）企画第2弾（2月3日）ステージカフェ下北沢亭

- ヒヨユズ春のウタまつり~supported by ScoLar ~（蝶部）（2月25日）キュイジーヌ上野

- 生誕イベント「永瀬がーな生誕祭」（5月10日）Cafe＆Bar Pallet（湯島）

- みくがなのかいvol.2（6月23日）赤坂チャンスシアター　

- 菅生ゼミ休講のお知らせLIVE FEAT.memetoour（8月3日）新宿 motion

- 永瀬がーな一日店長イベント「主演舞台直前イベント！がーなを応援する会」（8月11日）Event cafe Plink（湯島）

- Game & Talk FAN MEETING EVENT「GAME×ACTOR」（9月15日）ダイニングバー 麦ノ音（新宿）

- イメパ!! 2024 in September（9月21日）ステージカフェ下北沢亭

- リアルネタ解き脱出ゲーム『おもいコントからの脱出』（10月5日）ステージカフェ下北沢亭
- イメパ!! 2024 in December（12月15日）赤坂チャンスシアター
- 小泉花恋ソロ再始動3周年記念主催ライブ「Merry Merry Panda Christmas Party!」（12月22日）上野音横丁
- ピエロ上映会2024『三国ワルキューレ-空想-』（12月22日）池袋ムーブメントスタジオ

### 2025年
- セルフプロデュースライブ「もしかしたら定期公演🙌定期って何ですか？🙌」（1月12日）大須toys
- 新年会イベント（2月9日）Cafe＆Bar Pallet（湯島）
- YT（ゆるっと）企画第7弾（3月1日）ワニズホール（中野）
- イメパ!! 2025 in March⚾️（3月8日）本所松坂亭劇場（両国）
- Game & Talk FAN MEETING EVENT「GAME×ACTOR」（3月16日）ダイニングバー 麦ノ音（新宿）
- 永瀬がーな、坪井未来　一日店長イベント（5月24日）Event cafe Plink（湯島）
- みくがなのかい vol.3（6月29日）赤坂チャンスシアター
- きみがいた夏は、とおい夢2025　～あなたと過ごす夏祭り〜（7月13日）赤坂チャンスシアター　※ライブイベント
- 蜂巣和紀生誕祭2025『HACCHY BIRTHDAY』（8月3日）赤坂チャンスシアター　※夜の部18時出演